# Hymenophyllum erosum
Espèce
Hymenophyllum erosum est une fougère de la famille des Hyménophyllacées.

## Position taxinomique
Hymenophyllum erosum appartient au sous-genre Globosa.
Carl Frederik Albert Christensen fait de cette espèce un synonyme de Hymenophyllum australe Willd.. Il s'agit effectivement d'une espèce proche - elle appartient au même sous-genre -. Cependant, William Jackson Hooker, qui décrit tant Hymenophyllum australe que Hymenophyllum erosum, ne fait pas le rapprochement des deux espèces.

## Description
Cette espèce a les caractéristiques suivantes :
- son rhizome est long et filiforme, sans poils ;
- les frondes, d'une dizaine de centimètres de long ont un limbe divisé trois fois ;
- la plante est glabre : aucun poil ne se trouve sur les frondes ; il s'agit d'un élément très caractéristique de cette espèce ;
- les sores, solitaires, sont portés par l'extrémité d'un segment latéral, majoritairement à la partie terminale du limbe ;
- l'indusie est formée de deux lèvres aussi larges que longues et couvrant presque intégralement les grappes de sporanges.

## Distribution
Cette espèce est présente à Java (elle n'a jamais été décrite ailleurs, si l'éventuelle synonymie avec Hymenophyllum australe n'est pas retenue).
Elle est principalement épiphyte d'arbres de forêts pluviales.